# 廟街豪情
《廟街豪情》（英語：The Good Fella From Temple Street）是香港亞洲電視製作的電視劇，由龍紹基監製。

## 劇情簡介
妓女張慧德(米雪飾)決從良嫁給一警察，並收養了孤兒尚天賜(江華飾)﹐ 不久又誕下女兒佩玲(翁虹飾)。惜玲長大后墮落成邊緣少女﹐更誣害德入獄﹐而賜則終日在廟街一事無成。其後好友關志勇(孫興飾)遊說賜混入龍爺(高雄飾)之集團作卧底﹐賜與富家女甄采芹(陳穎芝飾)墮入愛河﹐ 並發現龍爺的侄兒霍郁文(吳啟華飾)乃販毒頭子﹐文遂虐芹作報復。賜悲憤不已﹐但怎料文竟是其同母異父的弟弟.....

## 演員表
- 江華 飾 尚天賜
- 吳啟華 飾 霍郁文
- 翁虹 飾 姜佩玲
- 米雪 飾 張惠德
- 孫興 飾 關志勇
- 黃允材 飾 姜森
- 陳穎芝 飾 甄采芹
- 高雄 飾 龍爺
- 周秀蘭
- 潘先儀
- 黃莎莉
- 邱月清
- 關偉倫
- 楊群 飾 霍肇麒
- 苗金鳳
- 尹麗玉
- 黎少芳
- 吳紫妍
- 徐二牛
- 鄭恕峰
- 伍永森
- 熊德誠
- 譚少英
- 司馬華龍

## 外部連結
- 廟街豪情-黃允財電視劇網站